# Arturo Iannaccone
Arturo Iannaccone (né le 12 octobre 1956 à Avellino) est un médecin et un homme politique italien, membre du Mouvement pour les autonomies jusqu'en janvier 2010, puis du groupe mixte et enfin de Peuple et territoire (ex-Initiative responsable) jusqu'au 3 novembre 2011. Il a été élu député dans la circonscription Campanie 2. Il fait partie de Nous le Sud et de la coalition Grande Sud.

## Biographie
Diplômé en médecine et en chirurgie et spécialisé en chirurgie d'urgence et en endocrinochirurgie, il a été assistant auprès de la chaire de Chirurgie d'urgence du Secondo Policlinico de Naples. Ensuite, il est devenu spécialiste dans des cabinets de chirurgie générale dans les ASL de la province d'Avellino. 
Inscrit à 18 ans à la Démocratie chrétienne, il en fait partie jusqu'à sa dissolution en 1994. Il adhère alors au Centro Cristiano Democratico (CCD) et il se porte candidat, à la Chambre, dans la circonscription uninominale XX (Campanie 2) en coalition avec Forza Italia, UDC et le Pôle libéral-démocrate, sans être élu. 
Élu en 1995 au conseil régional de la Campanie pour le CCD, il devient assesseur à la Recherche scientifique. En 1997, il devient chef de groupe CCD au Conseil régional de la Campanie. 
En 1998, il devient, en outre membre de la direction nationale du parti. 
De juin 1999 à avril 2004, il est chef de groupe CCD au conseil municipal d'Avellino. Il est à nouveau battu lors des élections législatives de 2001, aussi bien dans la circonscription uninominale que dans la liste à la proportionnelle CCD-CDU. 
En décembre 2001, le président Silvio Berlusconi le nomme conseiller à l'Agence pour les ONLUS (Organizzazione non lucrativa di utilità sociale). À partir de 2002, avec la constitution de l'Union des démocrates chrétiens et du centre, il en devient secrétaire régional pour la Campanie. Ayant quitté l'UdC en avril 2008, il est élu à la Chambre (Campanie 2) lors des élections législatives de 2008 dans les listes du Mouvement pour l'autonomie parti auquel il adhère en décembre. 
Le 22 janvier 2010, après avoir été expulsé du MpA, il devient secrétaire national du nouveau parti Noi Sud. Le 3 novembre 2011, il abandonne le groupe parlementaire Peuple et territoire pour adhérer au groupe mixte en déclarant vouloir soutenir le gouvernement Berlusconi IV. 
Le 7 novembre 2011, Iannaccone fonde la composante politique « Noi per il partito del Sud Lega Sud Ausonia (Grande Sud) » en devenant vice-président du groupe mixte.